# مدرسة الحمقى (رواية)
مدرسة الحمقى (بالروسية: Shkola dlia durakov) هي رواية للروائي الروسي ألكسندر سوكولوف ، انتهى من كتابة مسودتها الأولى عام 1973،  ووزعت عبر دار ساميزدات . في عام 1975، قُدمت الرواية لدار أرديس للنشر، ونشرت بعدها بعام في الولايات المتحدة الأمريكية. وفي عام 1977 نقلها إلى الإنجليزية كارل بروففر عن دار أرديس.
وتركز الرواية بأحداثها على الجانب الآخر من المجتمعات التي لا تمنح أفرادها حق التعبير عن آرائهم، ما يجعل أفرادها يعيشون حوارات داخلية مع أنفسهم لا يستطيعون إظارها للعلن.

## الحبكة
تدور أحداث الرواية حول بطلها، وهو طفل يعاني من انفصام في الشخصية (اضطراب تعدد الشخصيات) يعنقد أنه ورثه عن جدته، يعيش حالة من الدهشة من العالم المحيط به بتنوعه، وهو غارق في نقاش دائم مع "ذاته الأخرى". وبسبب إصابته بـ"شيزوفرنيا"، يخرج الطفل بتصورات غير مألوفة عن العالم، وعن الزمن حيث لا يستطيع التمييز بين الأمس واليوم والغد.
ومن خلال الحوار الداخلي الدائم مع الصبي، يتذكر الصبي ذكريات الصبا والمدرسة والقرية، ويظهر رؤيته إلى العالم في خلط مستمر بين الماضي والحاضر. ويكن لأستاذه، بافل نورفيجوف، الذي درسه الجغرافيا في مدرسة لذوي الاحتياجات الخاصة تقديراً خاصاً، لأنه كان الوحيد الذي تعامل معه بقلبه من العالم المحيط ببطل الرواية، ويتحدث البطل عن فيتا أكاتوفا، الفتاة التي انجذب إليها بمشاعره.
كل حديث يخرح من الصبي تأتي على هيئة توهمات، تحدث فقط في عقله، وهي الحبكة التي اعتمد عليها الروائي الروسي في عمله، ما مكنه على خلط الواقع بالمتخيل والأمكنة والأزمنة.
وتمكن الروائي من خلال هذه الحبكة تجنب الحسم النهائي في كل قصة رواها عن طريق شخوصها.